# Synagoge (Turnov)
Koordinaten: 50° 35′ 13,4″ N, 15° 9′ 13,4″ O

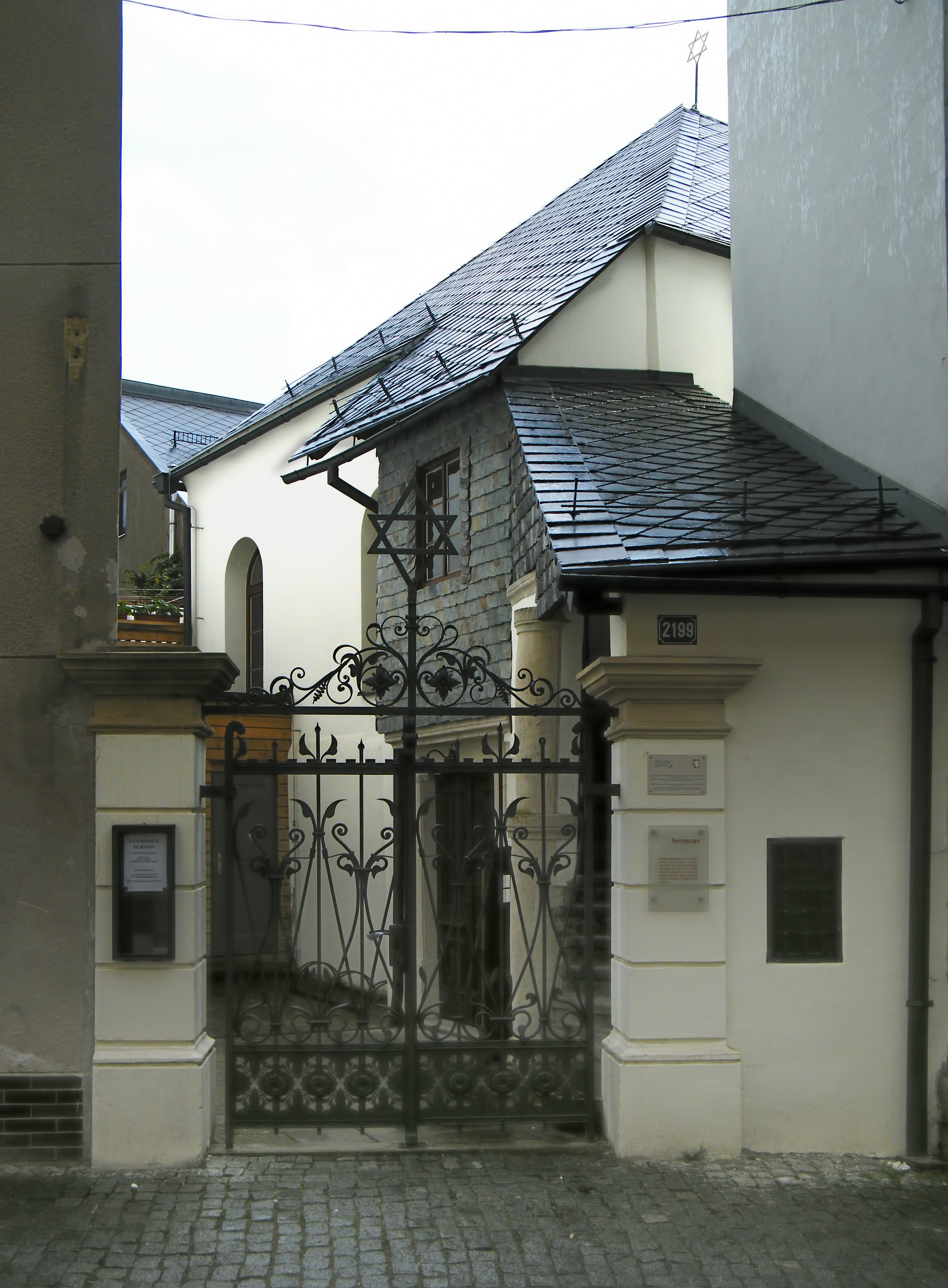
Synagoge in Turnov

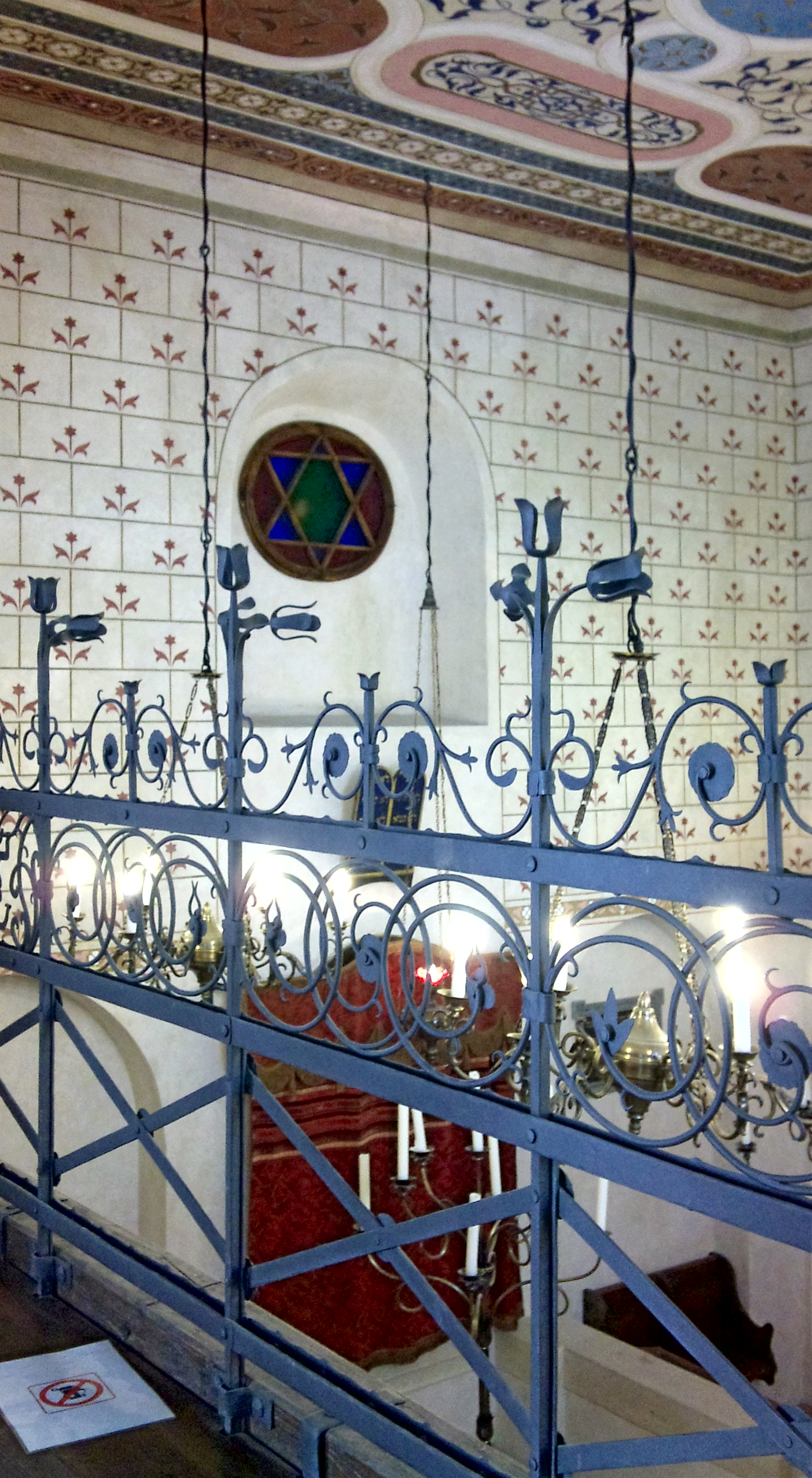
Innenausstattung

Die Synagoge in Turnov ist ein Sakralbau des Judentums. Es ist die einzige Synagoge in Nordböhmen, die die deutsche Okkupation von 1938 bis 1945 überstanden hat. Zur Synagoge gehört der Jüdische Friedhof.

## Geschichte
Die Synagoge wurde im Jahr 1719 erbaut und diente bis 1941 als Ort des jüdischen Glaubens. Nach alten schriftlichen Quellen handelt es sich bei dem heutigen Gebäude um das dritte Bauwerk. Die ersten beiden waren aus Holz und brannten bei größeren Bränden der Stadt nieder. Im Jahr 1943 wurden die meisten Juden der Region in das KZ Theresienstadt deportiert. Nach dem Zweiten Weltkrieg kehrten lediglich 19 Personen zurück.
In den Jahren von 1951 bis 2003 diente das Synagogengebäude als Warenlager für ein Gebrauchs- und Haushaltswarengeschäft. Das Geschäft war durch eine überdachte Brücke mit der Synagoge verbunden. Um die hohen Räume des Gebäudes auszunutzen, baute man zusätzliche Böden ein. Im Jahr 2003 wurde das marode Gebäude von dem Geschäft an die Stadt Turnov verkauft. Daraufhin wurden bis 2006 Gelder von der Europäischen Union und von der norwegischen Hilfsgemeinschaft Norways Grants gesammelt, um 2007 mit der Wiederherstellung der Synagoge anzufangen. Die Arbeiten waren 2008 endgültig beendet. Am 20. November 2008 wurde die Synagoge eingeweiht und der Öffentlichkeit zugänglich gemacht.

## Beschreibung
Die Außenfassade der Synagoge ist teilweise mit Schieferplatten verdeckt. Im Erdgeschoss befindet sich ein Kijor, ein Waschbecken, welches der rituellen Reinigung der Hände diente. Der Betsaal besitzt eine mit Arabesken ausgeschmückte Decke. In der Mitte sind Spuren einer abgerissenen Bima zu erkennen. Auf den Wänden befinden sich Gedenktafeln für bedeutende Juden aus der Umgebung. Die ursprüngliche Wandausschmückung blieb bis heute größtenteils bestehen und wurde kaum durch Farbe oder Platten verdeckt.